# Cycas cupida
Cycas cupida là một loài thực vật hạt trần trong họ Cycadaceae. Loài này được P.I.Forst. mô tả khoa học đầu tiên năm 2001.